# إي آيه فينوميك
إي آيه فينوميك (بالإنجليزية: EA Phenomic)‏ هي شركة ألمانية مطورة لألعاب الفيديو وتحديداً ألعاب استراتيجية الوقت الحقيقي ، تأسست عام 1997 واستحوذت عليها شركة إلكترونيك آرتس في 2006 .

## الألعاب
- باتلفورغ
- لورد أوف ألتيما
- سبيلفورس: ذا أوردر أوف داون